# Pyrenaearia organiaca
Pyrenaearia organiaca is een slakkensoort uit de familie van de Hygromiidae. De wetenschappelijke naam van de soort is voor het eerst geldig gepubliceerd in 1905 door Fagot.